# Ceropegia pullaiahii
Ceropegia pullaiahii är en oleanderväxtart som beskrevs av Raja Kullayisw., Sandhyar. och Karupp.. Ceropegia pullaiahii ingår i släktet Ceropegia och familjen oleanderväxter. Inga underarter finns listade i Catalogue of Life.